# Socovos (kommunhuvudort)
Socovos är en kommunhuvudort i Spanien.   Den ligger i provinsen Provincia de Albacete och regionen Kastilien-La Mancha, i den sydöstra delen av landet, 280 km sydost om huvudstaden Madrid. Socovos ligger 741 meter över havet och antalet invånare är 1 909.
Terrängen runt Socovos är huvudsakligen kuperad, men den allra närmaste omgivningen är platt. Runt Socovos är det glesbefolkat, med 9 invånare per kvadratkilometer. Närmaste större samhälle är Moratalla, 17,8 km sydost om Socovos. 